# Bill Maher (aviron)
Pour les articles homonymes, voir Maher.
Cet article concerne un rameur d'aviron américain. Pour l'humoriste américain, voir Bill Maher.
Bill Maher, de son vrai nom William Patrick Maher, né le 25 juin 1946 à Détroit, est un rameur d'aviron américain.

## Carrière
Bill Maher est médaillé de bronze aux Jeux olympiques d'été de 1968 à Mexico avec John Nunn en deux de couple.